# Piper guavanum
Piper guavanum är en pepparväxtart som beskrevs av C. Dc.. Piper guavanum ingår i släktet Piper och familjen pepparväxter. Inga underarter finns listade i Catalogue of Life.